# Fossano

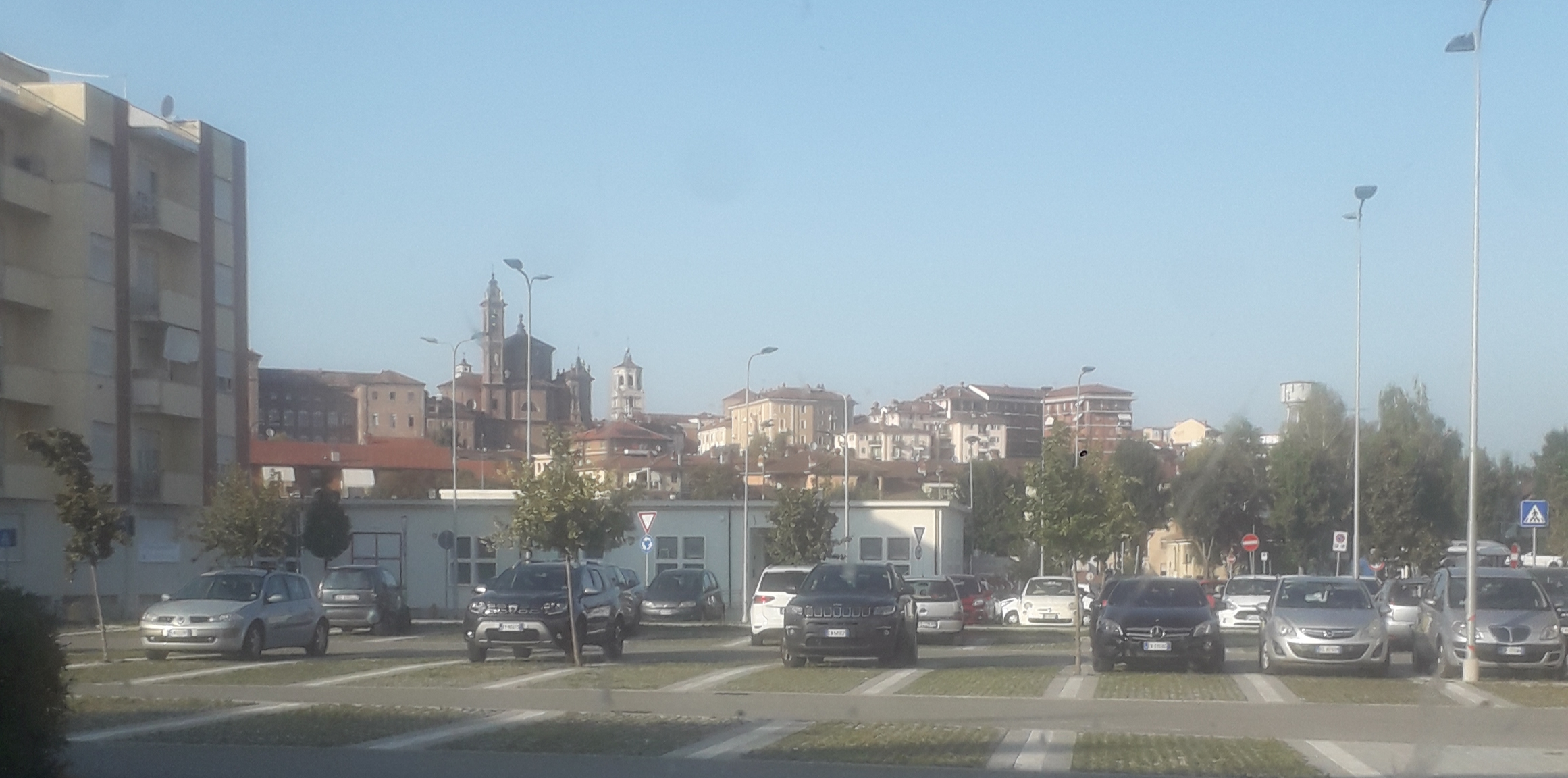
Fossano vista dal basso

Fossano (Fossan [fʊˈsaŋ] in piemontese) è un comune italiano di 24 139 abitanti della provincia di Cuneo in Piemonte.

## Geografia fisica

### Territorio
Così vedeva la città, nella prima metà dell'Ottocento, il canonico Pietro Paserio, autore del volume Notizie storiche sulla città di Fossano.
La cittadina è infatti posizionata su una collina adiacente al fiume Stura.

## Origini del nome
Il nome Fossano potrebbe essere la trasformazione dell'appellativo locus o fundus faucianus, dal nome personale romano Faucius, oppure derivare dalla parola fossato, in piemontese fossà, da cui fossan, abitante del fossato.
Gli avvallamenti sono infatti caratteristica del colle sul quale sorse il primo borgo cittadino.
Gli storici concordano nel parlare di “gran fossato del Chiotto”, in dialetto Ciot, buco, fosso.
Un'altra ipotesi alternativa è che il nome derivi da "fons sana", ad indicare la presenza nelle vicinanze di una sorgente di acqua potabile.

## Storia
Alcuni recenti ritrovamenti di cocci, avvenuti nel corso della ristrutturazione di edifici del centro storico, lascerebbero supporre che l'altipiano di Fossano fosse già occupato da un insediamento di popolazione abile nella metallurgia e nella ceramica, in epoca pre-romana, intorno all'800 a.C.
La città viene fondata nel 1236, da una lega di città guelfe, che si costituì per combattere la città di Asti, su una terrazza sulla riva sinistra del fiume Stura, in una posizione strategica per i traffici tra Piemonte e Liguria. Passò nel 1304 al marchesato di Saluzzo ma, dopo una breve occupazione angioina, entro nella sfera di influenza del principe Filippo I d'Acaja.
È riconducibile alla dinastia degli Acaja il castello, simbolo della città, nel quale si rispecchia la storia di Fossano.
Recentemente, in occasione del restauro della pavimentazione del Duomo, sono stati ritrovati resti di stratificazioni storiche che potrebbero riscrivere la storia della città, facendola addirittura risalire all'epoca romana.
Al 1236 risale la lapide, ora murata nell'atrio del Palazzo Comunale, che testimonia l'erezione della porta nord-orientale del borgo primitivo.
- 1236: 7 dicembre, data ufficiale di fondazione.
- 1238: Fossano si dichiara ghibellina, sotto l'egida imperiale di Federico II.
- 1250: fine dell'appoggio imperiale. Inizio di un periodo conflittuale ed instabile.
- 1314: atto di sottomissione al principe Filippo I d'Acaia.
- 1324: inizia la costruzione del castello.
- 1365: conflitto tra Giacomo d'Acaia e il marchese Federico di Saluzzo.
- 1418: estinzione del casato degli Acaia.
- 1424: Amedeo VIII di Savoia conferma i privilegi alla città e ne traccia i nuovi confini.
- 1432: i frati minori dell'ordine di San Francesco si stabiliscono in città.
- 1521: anno di una terribile pestilenza; in località Cussanio la Vergine appare al sordomuto Bartolomeo Coppa, donandogli la vista e la parola.
- 1532: nascono le confraternite della SS. Trinità, del Gonfalone e della Misericordia.
- 1536: Fossano è occupata dai francesi che non riescono, però, a penetrare nel castello.
- 1539: il senato del ducato di Savoia tiene le proprie sedute in città.
- 1552: Fossano è sotto il dominio francese.
- 1559: Pace di Cateau-Cambrésis. Poco dopo Emanuele Filiberto si trasferisce con la corte a Fossano.
- 1566: il Duca di Savoia concede a Fossano il titolo di Città per la fedeltà dimostrata e il motto “Fidelitatis insignia”.
- 1592: anno dell'istituzione della diocesi cittadina.
- 1630: la peste si aggira nel fossanese, ma non contagia la città. La popolazione è di 15 000 abitanti.
- 1689: 1800 valdesi vengono rinchiusi nel castello dei Principi di Acaja in seguito alle persecuzioni religiose, e qui morirono tutti.
- 1690: battaglia di Staffarda. Nuovo saccheggio dei francesi. La città ne esce stremata.
- 1724: la confraternita della SS. Trinità costruisce l'ospedale cittadino.
- 1787: la colonia arcadica è innalzata a sede distaccata della “Reale Accademia delle Scienze” di Torino.
- 1797: Fossano è assediata dalle truppe napoleoniche del generale Serrurier.
- 1829: il fossanese Sansone Valobra riceve una medaglia d'onore come inventore dei fiammiferi.
- 1860-77: viene abbattuta la quasi totalità della cinta muraria della città.
- 1898: il generale fossanese Bava Beccaris ordina all'esercito di sparare sui civili a Milano.
- 1903: il locale Monte di Pietà, poi Fondazione Cassa di Risparmio, ha la nuova sede nel Palazzo del Comandante: due anni dopo nasce la Cassa di Risparmio di Fossano
- 1908: è fondata a Fossano la “Società anonima italiana per l'esperimento dell'ortoelicottero Fuseri”.
- 1943-45: la madre superiora del convento domenicano per novizie di Fossano, suor Maria Angelica Ferrari si prende cura di due bambini ebrei profughi dal Belgio, mentre la loro madre lavora, protetta sotto falsa identità, all'ospedale cittadino. Per questo suo impegno civico, suor Ferrari riceverà alla memoria il 14 dicembre 1992 l'alta onorificenza di Giusta tra le nazioni dall'Istituto Yad Vashem di Gerusalemme.[5]
- 1945: il 30 aprile la 3ª Divisione Alpi, capitanata dal fossanese Cosa, libera Fossano dall'occupazione nazifascista.

## Monumenti e luoghi d'interesse

### Architetture religiose
- Duomo di Fossano
- Chiesa di Sant'Antonio Abate
- Chiesa di San Francesco
- Chiesa di San Bernardo
- Chiesa di San Filippo
- Chiesa di San Giorgio
- Chiesa di San Giovanni
- Chiesa dello Spirito Santo
- Chiesa di Santa Maria del Salice

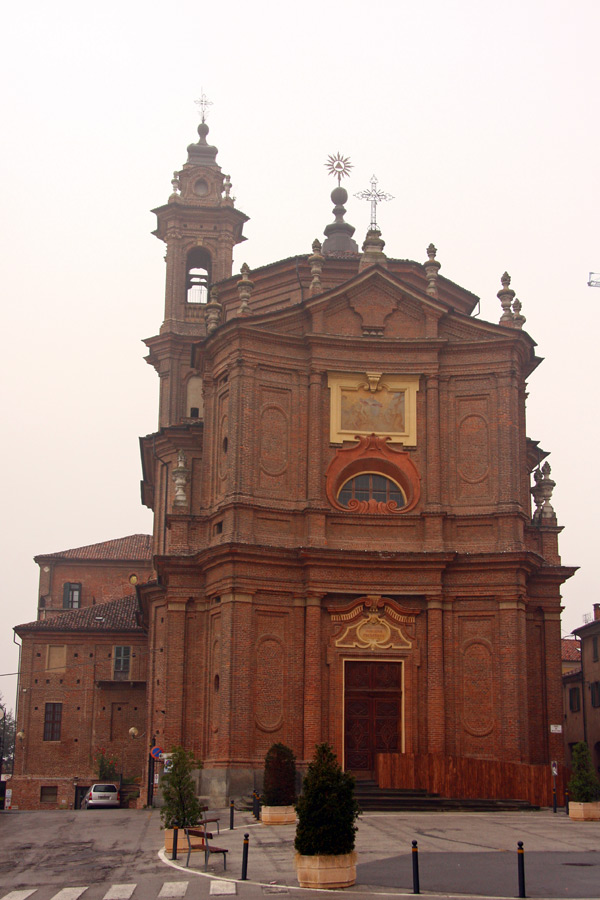
La chiesa Barocca della S.S. Trinità

- Santuario della Madonna della Divina Provvidenza
- Chiesa del Gonfalone o dei Battuti Bianchi
- Chiesa di San Lorenzo Martire
- Chiesa della Santissima Trinità (Fossano)

### Architetture civili
- Palazzo Comunale, sede del Comune
- Palazzo del Comandante, sede della Cassa di Risparmio di Fossano
- Palazzo Thesauro
- Palazzo della Pretura
- Palazzo Burgos, sede dell'Istituto Musicale Baravalle
- Palazzo Daviso di Charvensod
- Palazzo Righini
- Palazzo Santa Giulia
- Palazzo de Rege di Donato (già Bonino di Robassomero)
- Palazzo Thesauro di Meano
- Palazzo Risaglia di Margone

### Architetture militari
Castello dei Principi d'Acaja

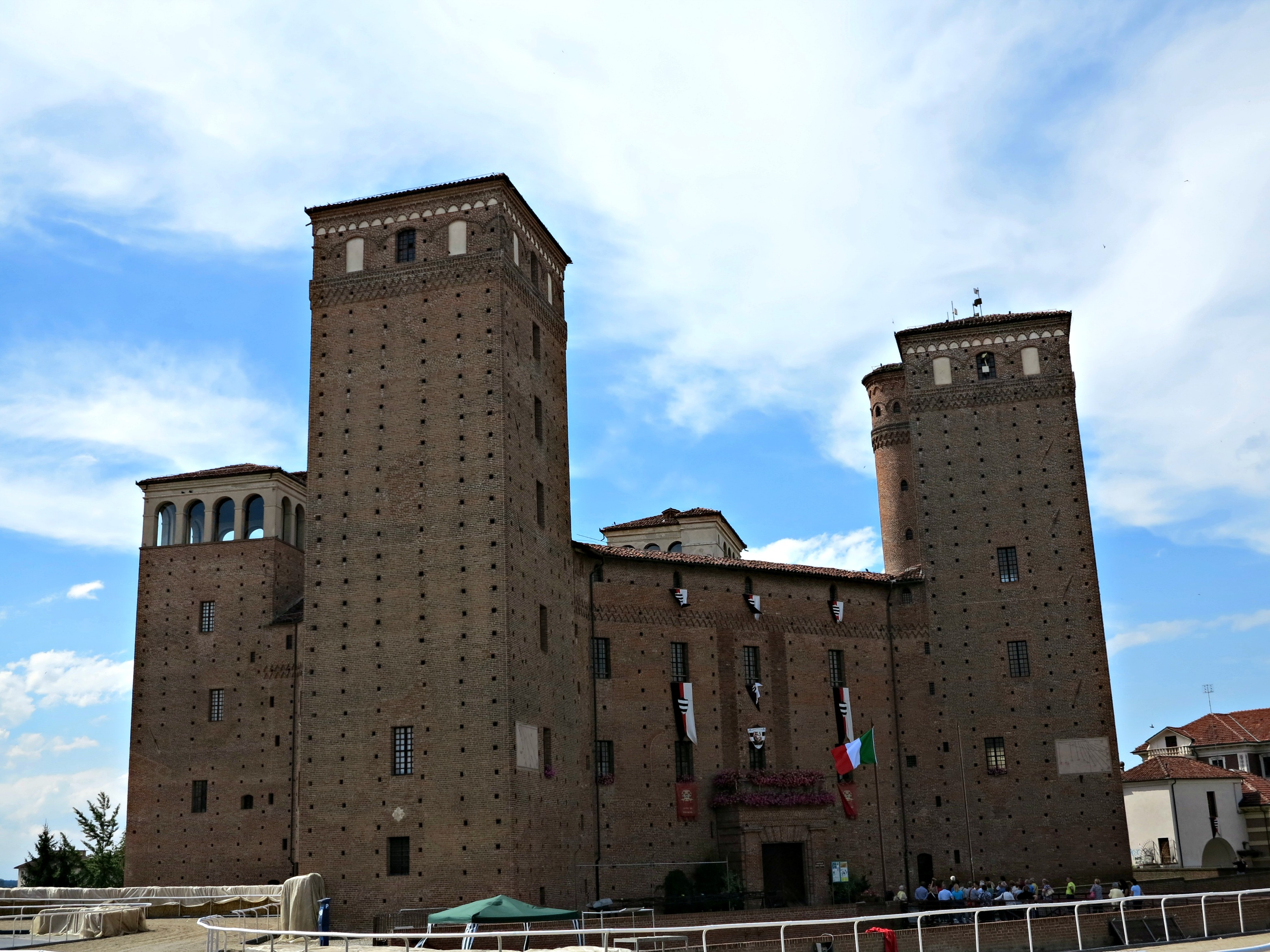
Veduta del castello

Sorto nel 1324 su ordine di Filippo I d'Acaja, venne portato a compimento nel 1332. Nonostante la sua origine di fortezza, il complesso venne trasformato in residenza signorile un secolo più tardi da Amedeo VIII di Savoia, mentre il cortile interno, ad opera di Gaspare Solari, con portico rinascimentale su tre lati, risale alla seconda metà del XV secolo.

## Società

### Evoluzione demografica
Abitanti censiti

### Etnie e minoranze straniere
Al 31 dicembre 2022 gli stranieri residenti erano 2 485, pari al 10,35% della popolazione.

### Religione
Comunità ebraica di Fossano
Fossano fu sede, dal XVI secolo fino agli anni precedenti la Seconda guerra mondiale, di una piccola ma fiorente comunità ebraica. Di essa rimangono poche tracce in alcuni edifici del vecchio ghetto, situato in Via Falletti e in Via IV Novembre (la sinagoga fu demolita nel 1960) e nel cimitero ottocentesco di via Orfanotrofio, fuori dalla porta del Salice.

## Cultura

### Scuole
Nel territorio fossanese sono presenti diverse scuole superiori e Università:
- Il Liceo Scientifico Giovenale Ancina
- Istituto di istruzione superiore Giancarlo Vallauri
- Istituto Professionale per l'Agricoltura e l'Ambiente di Cussanio.
- Università del Piemonte Orientale - Sede di Fossano

### Eventi
- Palio dei Borghi e Giostra dell'Oca

## Geografia antropica
Centro storico

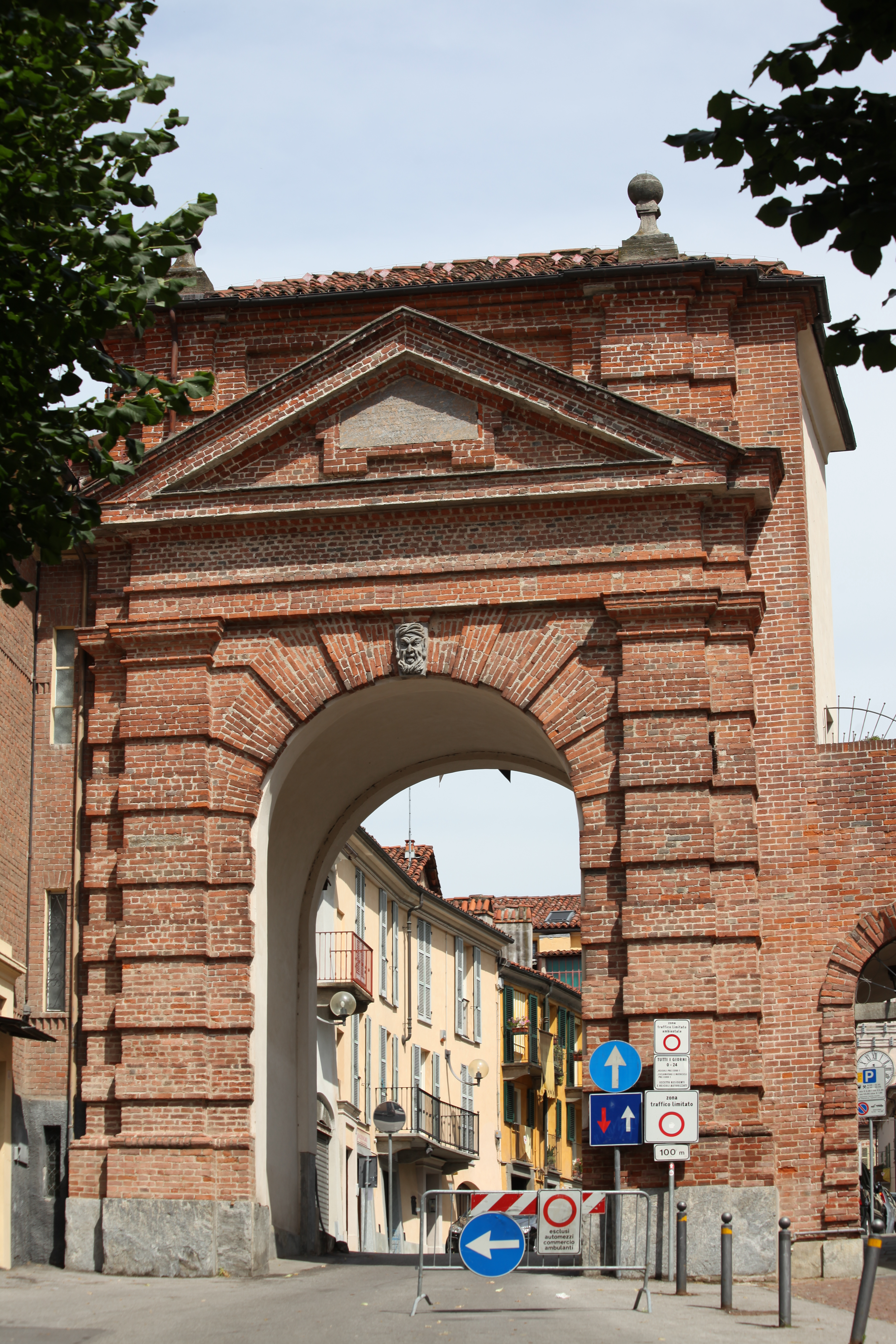
Porta San Martino

Così vedeva la città, nella prima metà dell'Ottocento, il canonico Pietro Paserio, autore del volume Notizie storiche sulla città di Fossano.
La cittadina è infatti posizionata su una collina adiacente al fiume Stura. Tale posizione le ha permesso di salvarsi dallo straripamento di quest'ultimo, dovuto all'alluvione del 1994.
Oggi il nucleo principale si articola su due livelli: Fossano alta (che include Borgo Piazza e Borgo Vecchio, che costituiscono il centro storico, Borgo Salice e Borgo Nuovo, quartieri nati a partire dal dopoguerra) e Fossano bassa, divisa in Borgo San Bernardo e Borgo Sant'Antonio, situato in un avvallamento delimitato dalla collinetta del Coniolo.
I Borghi della città sono, dal più vecchio al più giovane:
- Borgo Vecchio;
- Borgo Salice;
- Borgo Piazza;
- Borgo Sant'Antonio;
- Borgo San Bernardo;
- Borgo Nuovo;
- Borgo Romanisio (composto dalle numerose frazioni fossanesi).

Le frazioni della città sono 15 (Murazzo, San Sebastiano, Maddalene, Piovani, Gerbo, San Vittore, Mellea, San Martino, Sant'Antonio Baligio, Cussanio, San Lorenzo, Santa Lucia, Tagliata, Boschetti, Loreto) e ospitano ben 5 253 abitanti.
Anticamente, il centro storico era diviso nei terzieri del Borgovecchio (corrispondente a parte del Borgo odierno), del Salice (corrispondente alla parte settentrionale di Borgo Piazza) e del Romanisio (corrispondente alle parti meridionali di Borgo Piazza e Borgo Vecchio). Nel 2008 sono state affisse delle targhe indicanti le vecchie denominazioni delle strade del centro storico e il terziere di appartenenza.

## Economia
Nel fossanese sono presenti alcune importanti industrie dolciarie che producono prodotti da forno, panettoni, pandori e colombe, le maggiori sono:
- Balocco
- Maina
- Agnesi

### Artigianato
Per quanto riguarda l'artigianato, importante è la lavorazione locale del ferro battuto, finalizzata soprattutto alla produzione di mobili.

## Infrastrutture e trasporti

### Strade
La città è collegata alla rete autostradale attraverso l'uscita di Fossano dell'autostrada Torino-Savona (tratto di collegamento funzionale all'Asti-Cuneo).
La città si trova sul percorso della Strada statale 231, che evita il passaggio nel centro della città con una variante tangenziale a due corsie per senso di marcia, che ha origine in località Creusa a nord e termina in località Crocetta a sud. Lungo il suo percorso presenta le uscite Fossano nord (che la collega alla Strada provinciale 165 "La reale", diretta a Torino) e Fossano centro (che la collega alla Strada provinciale 184 verso Villafalletto). È previsto un suo prolungamento verso nord contestualmente alla costruzione del casello Fossano nord.
Da Fossano inizia il percorso della Strada statale 28, che costituisce anche la circonvallazione della città e fra il 1884 e il 1939 ospitò il binario della tranvia Fossano-Mondovì-Villanova, che osservava capolinea di fronte alla stazione ferroviaria.

### Ferrovie
La città è servita dalla stazione di Fossano, che si trova nel punto di diramazione tra la linea per Torino e Savona e la linea per Cuneo, Limone e Ventimiglia,e del sfm 7 per Carmagnola,Torino porta Susa,Venaria reale Reggia ,torino aeroporto caselle Ciriè, il servizio è svolto da Trenitalia nell'ambito del contratto di servizio stipulato con la Regione Piemonte, che nei giorni feriali prevede treni a cadenza semioraria in tutte le direzioni.
Nel territorio comunale è presente anche la stazione di Maddalene, a servizio della frazione omonima.

## Amministrazione

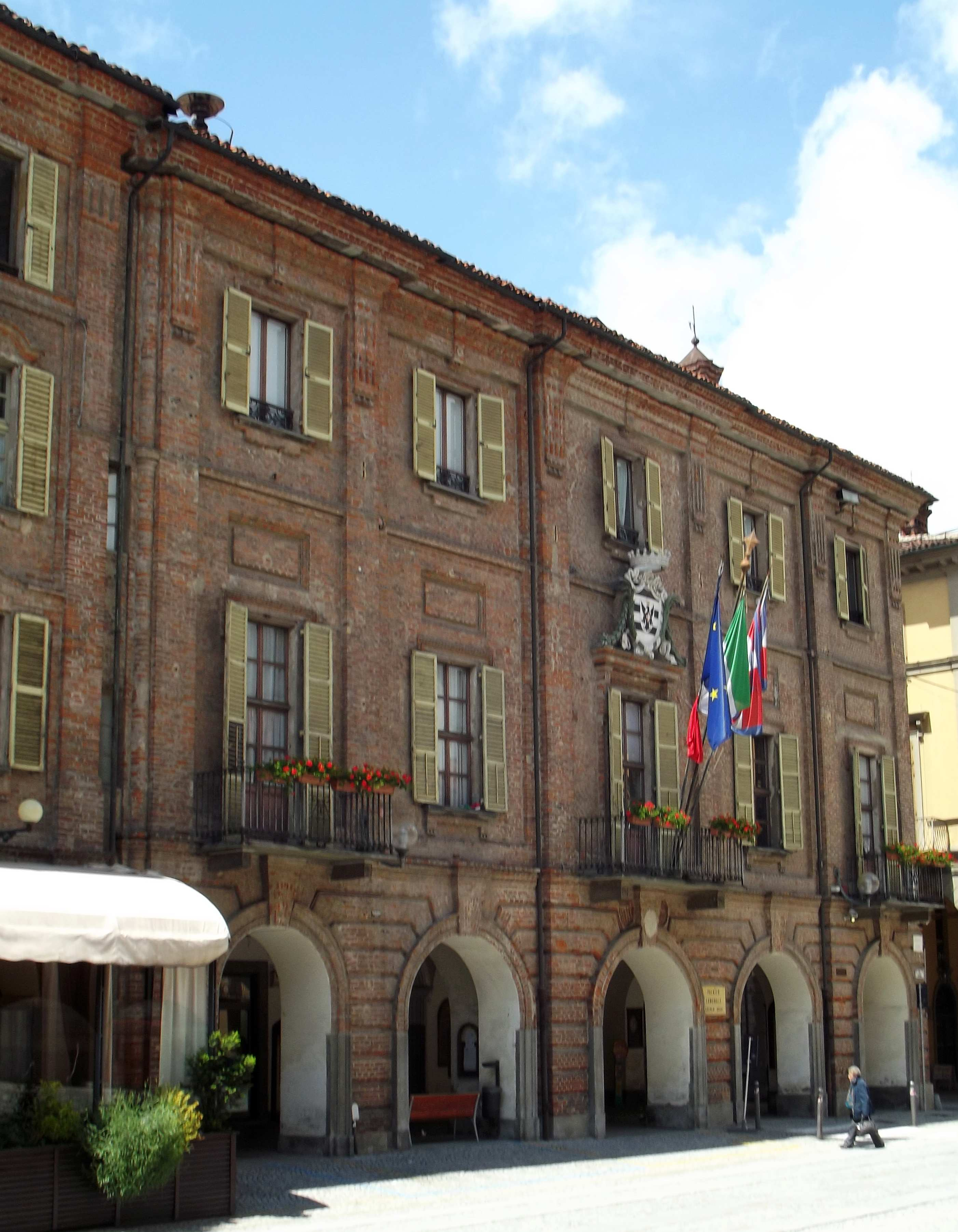
Il municipio

| Periodo | Periodo   | Primo cittadino   | Partito        | Carica  | Note   |
| ------- | --------- | ----------------- | -------------- | ------- | ------ |
| 1995    | 1999      | Giuseppe Manfredi | centrosinistra | Sindaco |        |
| 1999    | 2004      | Giuseppe Manfredi | centrosinistra | Sindaco |        |
| 2004    | 2009      | Francesco Balocco | centrosinistra | Sindaco |        |
| 2009    | 2014      | Francesco Balocco | centrosinistra | Sindaco |        |
| 2014    | 2019      | Davide Sordella   | centrosinistra | Sindaco |        |
| 2019    | 2024      | Dario Tallone     | centrodestra   | Sindaco |        |
| 2024    | in carica | Dario Tallone     | centrodestra   | Sindaco | [ 10 ] |

### Gemellaggi
- Rafaela
- Camponogara
- Dlugoleka
- Attivo un progetto di cooperazione internazionale con la regione di Tadla-Azilal (Marocco)
- Attivo un progetto di cooperazione internazionale con la città di Joal Fadiouth (Senegal)

## Sport
- Sbandieratori e Musici Principi d'Acaja di Fossano
- A.S.D. Acaja Basketball School
- Volley Fossano
- A.S.D. Fossano Calcio (serie D)
- Acaja C.R.F.  E.ON  (ACSI)
- A.S.D. Baseball Club Fossano
- Atletica Fossano '75 Atletica
- Virtus Basket Fossano;
- ASD Judo Fossano;
- CADP Jiu-jiutsu Fossano.
- A.S.D. Dojo Yoseikan Budo Fossano
- A.S.D. Salice Calcio
- A.S.D Olimpia
- Associazione Arcieri Fossanesi Porta Sarmatoria 01FOSS FIARC
- A.D. P.G.S. Auxilium Fossano Tennistavolo
- A.S.D Orientarti
- Società Ciclistica Fossano

### Ciclismo
Il 10 giugno 1993 la 18ª tappa del Giro d'Italia 1993 si è conclusa a Fossano da Sampeyre con la vittoria di Adriano Baffi.
Il 17 maggio 2002 la 5ª tappa del Giro d'Italia 2002 è partita da Fossano per Limone Piemonte con la vittoria di Stefano Garzelli.
Il 23 maggio 2014 la 13ª tappa del Giro d'Italia 2014 è partita da Fossano per Rivarolo Canavese con la vittoria di Marco Canola.
Il 6 maggio 2024 la 3ª tappa del Giro d'Italia 2024 si è conclusa a Fossano da Novara con la vittoria di Tim Merlier.